# Vester Vedsted
Vester Vedsted er en landsby i Sydvestjylland med 322 indbyggere  (2024). Vester Vedsted er beliggende i Vester Vedsted Sogn ved Vadehavet, tre kilometer vest for Egebæk og 10 kilometer sydvest for Ribe. Byen tilhører Esbjerg Kommune og ligger i Region Syddanmark.
Navnet Vedsted kendes fra 1240, hvor byen benævnes Withstedt, og i 1288 som Vitthæstæth. Betydningen af bynavnet er "skov" eller "bebyggelsessted i skoven".

## I landsbyen
Der er er folkeskole i Egebæk og en Ungdomshøjskole i Vester Vedsted . Byen er en del af Vadehavets Nationalpark og er hjemsted for Vadehavscentret og udgangspunkt for bus og bilkørsel ad Låningsvejen til Mandø.
Vester Vedsted har en åben struktur, hvor de grønne arealer skyder sig ind mellem gårde og huse. Byen har en del velbevarede gårde og husmandssteder opført i traditionel vestjysk byggeskik. Den nye bydel ligger på nordsiden af bækken uden for det gamle landsbyområde.
Vester Vedsted Kirke med det blytækkede tårn ligger på et værft (ø) i byens østlige del. Den er fra slutningen af 1100-tallet. Præstegården fra 1783 ligger på samme værft.
Vadehavscentret på Okholmvej er et oplevelses- og formidlingssted med udstillinger om Vadehavet. Centret guider ture i Vadehavet for grupper - lokale og turister - i området.
Fra Vester Vedsted er det muligt at køre i bil ad Låningsvejen til Mandø, som ligger nord for den gamle ebbevej. Låningsvejen er en grusvej, der er hævet en lille halv meter over havbunden. Vejen var tænkt til vedligeholdelsesarbejder af kysten og kystsikring, men i dag er den offentlig vej. Det kan anbefales inden overkørsel at orientere sig om Vadehavets vandstand.
Det er hændt, at turister uden at kende til ebbe og flod har kørt over den med grene afmærkede gamle ebbevej og er blevet overrasket af det pludselige højvande.
Fra parkeringspladsen vest for Vester Vedsted i nærheden af centeret er der mulighed for at køre med den special-byggede traktorbus "Mandøbussen" de ca. 11 km gennem Vadehavet ad den gamle ebbevej til Mandø by.

## Historie
På en mark i nærheden af Okholm fandt gårdejer Clement Mikkelsen i april 1859 en samling guldsmykker, lidt brudsølv og fire sølvmønter fra vikingetiden. Genstandene havde ligget 1-2 alen under overfladen. Samme år blev skattefundet forøget med flere guld- og sølvsager. I alt omfatter fundet to guldhalsringe, fem guldarmringe, et fragment af en guldkæde, to hængesmykker af guld med filigranornamentik, to guldbarrer, to sølvperler, lidt brudsølv og ti sølvmønter med kufisk skrift. Samlet vægt: 780 g, heraf ca. 750 g guld. Skatten er nedgravet i sidste halvdel af det 10. århundrede. 
Efter krigen i 1864 blev Vester Vedsted et grænsesogn, og i 1895 oprettedes en efterskole, som nu hedder "Ungdomshøjskolen ved Ribe". Grænsedragningen er også grunden til, at Fløjdiget blev ført ind syd om landsbyen, hvor det er bevaret i dag.
1887.
I nærheden af Vester Vedsted på grænsen mellem Tyskland og Danmark blev der 1887 bygget to ens jernbanestationer som fik navnet Vedsted-Hviding station. Mellem de to stationsbygninger var grænsen markeret af et lavt smedejernsgitter. Efter Genforeningen 1920 mistede den store station sin berettigelse, og i 1923 blev de gamle stationsbygninger omdannet til Statshospitalet i Vester Vedsted (eller Psykiatrisk Hospital i Hviding) og Amtssygehuset ved Ribe og fra 2007 Psykiatricenter Vest Ribe.
Under 2. Verdenskrig anlagde den tyske besættelsesmagt flere kanonbunkere ved Vester Vedsted. Næsten alle bunkerne er i god stand, men er ikke alle tilgængelige.